# Henri Cochet

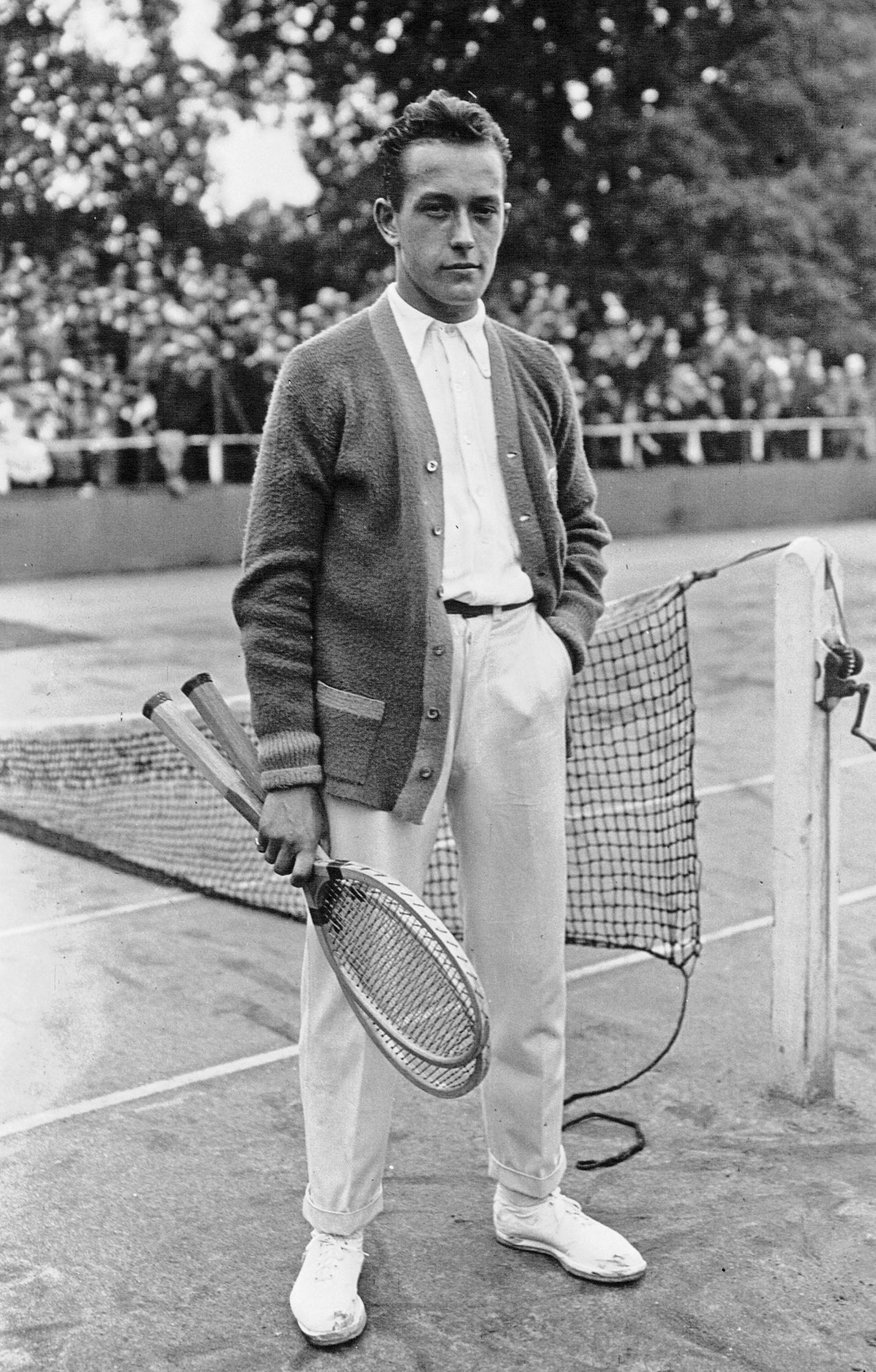
Henri Cochet (1922)

Henri Jean Cochet, född 14 december 1901 i Villeurbanne, Rhône, död 1 april 1987 i Saint-Germain-en-Laye, Yvelines, var en fransk tennisspelare. Henri Cochet var en av "de fyra musketörerna", som under andra halvan av 1920-talet och 1930-talets första år totalt dominerade bland världens manliga amatörspelare. De övriga "musketörerna" var Jean Borotra, René Lacoste och Jacques Brugnon. Cochet rankades som världsetta 1928–1931.
Cochet upptogs 1976 i International Tennis Hall of Fame tillsammans med de övriga tre "musketörerna".

## Tenniskarriären
Henri Cochet var lagankare i det franska Davis Cup-lag som perioden 1927–1932 vann sex konsekutiva Davis Cup-titlar genom finalsegrar över USA och Storbritannien. För dessa segrar hyllades spelarna som nationalhjältar.
Som amatör vann Cochet eller som han ibland kallades, the "Ball Boy of Lyon", 16 Grand Slam-titlar, varav åtta i singel. Han vann fem singelsegrar i Franska mästerskapen (en av dessa dock som slutna Franska mästerskap 1922). I Amerikanska mästerskapen 1926 tillfogade han i kvartsfinalen Bill Tilden dennes första nederlag sedan 1920. Han vann Wimbledonmästerskapen 1927 efter att först ha varit helt "uträknad" i de tre sista matcherna. I kvarts- och semifinalerna låg han under med 0-2 i set, men lyckades vända till seger. I båda matcherna mötte han amerikanska spelare, i kvartsfinalen Francis Hunter och i semifinalen Bill Tilden. Mot Bill Tilden låg han under i det tredje setet med 1-5, men lyckades ändå vinna. I finalen mötte han Jean Borotra och hamnade också där i underläge med 0-2 i set. Han tog de följande två seten, men i det femte och avgörande setet hade han sex matchbollar emot sig. Han lyckades ändå till slut vinna matchen och därmed Wimbledontiteln. Henri Cochet och René Lacoste var de enda tennisspelare som lyckades besegra Bill Tilden i pågående turneringar under dennes amatörtid på 1920-talet.
Cochet blev proffs 1936 och vann första året den professionella tennismästerskapsturneringen French Pro. Andra världskriget hindrade dock ett mer omfattande turneringsspel, varken Wembley World Pro eller French Pro spelades under de följande krigsåren.

## Spelaren och personen
Cochet var son till sekreteraren i Lyons tennisklubb. Han kom därför redan mycket tidigt att träna tennis, vilket han gjorde med stor iver. Vid 20 års ålder vann han sin första turneringsseger, det var över den då också okände Jean Borotra i ett Parismästerskap. Året därpå (1922) gjorde han sin debut i Davis Cup i en segermatch mot Danmark. Ytterligare ett år senare var de fyra musketörerna samlade i laget, den franska "gyllene eran" hade inletts.
Cochet var liten till växten och spelade inte krafttennis. Han hade dock en extremt god blick för spelet, var rätt placerad i banan och förvaltade möjligheterna till vinnande placeringar synnerligen väl. Han hade en synbarligen "ofarlig" serve, men returerna tog han tidigt efter studs, ofta på halv-volley, varefter han följde efter till nätet. Där framme mötte han bollen med volley som ofta blev ett direkt avgörande slag. Till publikens förtjusning kunde han utföra vinnande "magiska konstslag" i lägen där andra spelare som regel förlorade poängen.
Efter kriget, 1945, blev Cochet reamatöriserad. Han förestod då en sportaffär, men kunde trots sin ålder fortsätta att spela tennis på en relativt hög nivå. Sin sista mästerskapsfinal spelade han 1949.

## Grand Slam-finaler, singel (10)

### Titlar (7)
| År   | Mästerskap                | Finalmotståndare   | Setsiffror              |
| 1926 | Franska mästerskapen      | René Lacoste       | 6-2, 6-4, 6-3           |
| 1927 | Wimbledonmästerskapen     | Jean Borotra       | 4-6, 4-6, 6-3, 6-4, 7-5 |
| 1928 | Franska mästerskapen (2)  | René Lacoste       | 5-7, 6-3, 6-1, 6-3      |
| 1928 | Amerikanska mästerskapen  | Francis Hunter     | 4-6, 6-4, 3-6, 7-5, 6-3 |
| 1929 | Wimbledonmästerskapen (2) | Jean Borotra       | 6-4, 6-3, 6-4           |
| 1930 | Franska mästerskapen (3)  | Bill Tilden        | 3-6, 8-6, 6-3, 6-1      |
| 1932 | Franska mästerskapen (4)  | Giorgio de Stefani | 6-0, 6-4, 4-6, 6-3      |

### Finalförluster (Runner-ups) (3)
| År   | Mästerskap               | Finalmotståndare | Setsiffror         |
| 1928 | Wimbledonmästerskapen    | René Lacoste     | 1-6, 6-4, 4-6, 2-6 |
| 1932 | Amerikanska mästerskapen | Ellsworth Vines  | 4-6, 4-6, 4-6      |
| 1933 | Franska mästerskapen     | Jack Crawford    | 6-8, 1-6, 3-6      |

## ÖvrigaGrand Slam-titlar
- Franska mästerskapen
  - dubbel - 1927, 1930, 1932
  - mixed dubbel - 1928, 1929
- Wimbledonmästerskapen
  - dubbel - 1926, 1928
- Amerikanska mästerskapen
  - mixed dubbel - 1927

## Titlar iprofessionella tennismästerskap
- French Pro - 1936